# Alberto Covarrubias
Pour les articles homonymes, voir Covarrubias.
Covarrubias  Rocha est un nom espagnol. Le premier nom de famille, en général paternel, est Covarrubias ; le second, en général maternel, souvent omis, est Rocha.
Alberto Iván Covarrubias Rocha (né le 23 janvier 1994) est un coureur cycliste mexicain, évoluant sur route et sur piste.

## Palmarès sur route
- 2014
  - Copa PRI
  - Tour of Kansas City :
    - Classement général
    - 1re étape
- 2015
  - Pace Bend Road Race
- 2016
  - 4e étape de la Vuelta Serial a Nuevo León
  - Clásica OfficeMax
  - 4e étape du Tour du Tlaxcala
- 2017
  - 2e étape de la Vuelta Serial a Nuevo León

## Palmarès sur piste

### Championnats du monde
- Cali 2014
  - 18e du scratch

### Championnats nationaux
- 2012
  - 3e du championnat du Mexique de l'américaine
- 2013
  - 2e du championnat du Mexique de course aux points
  - 3e du championnat du Mexique de poursuite